# Дарнијел
Дарнијел (фр. Darnieulles) је насељено место у Француској у региону Лорена, у департману Вогези.
По подацима из 2011. године у општини је живело 1498 становника, а густина насељености је износила 148,32 становника/km².

## Демографија
| 1962. | 1968. | 1975. | 1982. | 1990. | 2011. |
| ----- | ----- | ----- | ----- | ----- | ----- |
| 983   | 917   | 891   | 1.038 | 1.152 | 1.498 |